# Amegilla puttalama
Amegilla puttalama là một loài Hymenoptera trong họ Apidae. Loài này được Strand mô tả khoa học năm 1913.